# Міршид
Міршид (рум. Mirșid) — село у повіті Селаж в Румунії. Адміністративний центр комуни Міршид.
Село розташоване на відстані 386 км на північний захід від Бухареста, 7 км на північний схід від Залеу, 62 км на північний захід від Клуж-Напоки.

## Населення
За даними перепису населення 2002 року у селі проживала 671 особа.
Національний склад населення села:
| Національність | Кількість осіб | Відсоток |
| -------------- | -------------- | -------- |
| румуни         | 509            | 75,9%    |
| цигани         | 87             | 13,0%    |
| угорці         | 73             | 10,9%    |

Рідною мовою назвали:
| Мова      | Кількість осіб | Відсоток |
| --------- | -------------- | -------- |
| румунська | 581            | 86,6%    |
| угорська  | 69             | 10,3%    |
| циганська | 20             | 3,0%     |